# Gong Zhichao
Gong Zhichao (n. 15 decembrie 1977, Anhua County⁠(d), Hunan, Republica Populară Chineză) este o jucătoare de badminton ce a reprezentat Republica Populară Chineză, medaliată olimpică. A participat la o ediție a Jocurilor Olimpice (2000) în care a câștigat o medalie de aur.